# Eesti Laul 2018
Der Eesti Laul 2018 fand am 3. März 2018 statt und war der estnische Vorentscheid für den Eurovision Song Contest 2018 in Lissabon (Portugal). Als Siegerin ging die Sängerin Elina Netšajeva mit ihrem Lied La Forza hervor.

## Konzept

### Format
Die Show besteht auch 2018 wieder aus drei Sendungen: zwei Halbfinalen und dem Finale. Zuerst treten jeweils zehn Teilnehmer mit ihren Liedern gegeneinander im Halbfinale an. Davon qualifizieren sich jeweils fünf für das Finale. Die ersten vier Finalisten werden zu 50 % von der Jury bestimmt und zu 50 % vom Televoting. Der fünfte Finalist wird ausschließlich per Televoting in einer zweiten separaten Abstimmungsrunde ermittelt. Im Finale treten die zehn Qualifikanten aus den jeweils beiden Halbfinalen gegeneinander an. Davon qualifizieren sich dann drei für das Superfinale. Dies geschieht zu 50 % durch ein Juryvoting und zu 50 % durch Televoting. Im Superfinale wird der Gewinner dann ausschließlich durch Televoting ermittelt und darf dann am Ende Estland beim ESC 2018 präsentieren.

### Beitragswahl
Vom 18. September 2017 bis zum 1. November 2017 konnten Interessierte ihre Lieder einreichen. Dabei sollten die Interpreten und Komponisten estnisch sein oder permanent in Estland wohnhaft sein. Trotzdem war es auch ausländischen Komponisten erlaubt, teilzunehmen. Dabei mussten aber 50 % der Komponisten des Liedes estnisch sein. Die restlichen 50 % durften aus dem Ausland stammen. Als Komponist durfte man allerdings nicht mehr als drei Lieder einreichen. Insgesamt wurden 258 Beiträge eingereicht, was einen neuen Rekord darstellt.

## Teilnehmer
Am 10. November 2017 gab ERR die 20 Teilnehmer vom Eesti Laul 2018 bekannt. Diese wurden von der folgenden Jury ausgewählt: Karl-Erik Taukar (Musiker), Koit Raudsepp (R2), Alon Amir (Musik-Manager aus Israel), Mariliis Mõttus (Müürileht), Andres Puusepp (DJ), Jaane Tomps (Delfi), Harri Hakanen (YLE, Soome), Mingo Rajandi (Musiker), Siim Nestor (Eesti Ekspress), Getter Jaani (Sängerin), Sten Teppan (Vikerraadio), Mari-Liis Männik (Elmar), Toomas Puna (Sky Plus), Irina Svensson (Raadio 4) und Valner Valme (ERR culture). Unter den 20 Teilnehmern sind einige bekannte, wie Stig Rästa, der bereits Estland 2015 vertrat. Auch Gerli Padar, die Estland bereits 2007 vertrat, wird 2018 zum Eesti Laul zurückkehren. Außerdem kehrt Rolf Roosalu zurück, der schon 2008, 2009, 2010 und 2011 versuchte, Estland beim ESC zu vertreten. Auch Karl Kristjan versuchte bereits 2017, Estland beim ESC zu vertreten. Die Beiträge der 20 Teilnehmer werden am 19. und 20. Dezember 2017 veröffentlicht.

## Halbfinale

### Erstes Halbfinale
Das erste Halbfinale (poolfinaal) fand am 10. Februar 2018, 21:35 Uhr (EET) in den Studios von ERR statt. Zehn Teilnehmer traten gegeneinander an. Davon qualifizierten sich fünf für das Finale.
| Startnr. | Interpret          | Lied Musik (M) und Text (T)                                                   | Sprache     | Übersetzung (inoffiziell) | Runde 1 | Runde 1 | Runde 1                             | Runde 1                             | Runde 1 | Runde 1 | Runde 2                             | Runde 2 |
| Startnr. | Interpret          | Lied Musik (M) und Text (T)                                                   | Sprache     | Übersetzung (inoffiziell) | Jury    | Jury    | Zuschauerstimmen (Televoting & SMS) | Zuschauerstimmen (Televoting & SMS) | Gesamt  | Platz   | Zuschauerstimmen (Televoting & SMS) | Platz   |
| Startnr. | Interpret          | Lied Musik (M) und Text (T)                                                   | Sprache     | Übersetzung (inoffiziell) | Stimmen | Punkte  | Stimmen                             | Punkte                              | Gesamt  | Platz   | Zuschauerstimmen (Televoting & SMS) | Platz   |
| -------- | ------------------ | ----------------------------------------------------------------------------- | ----------- | ------------------------- | ------- | ------- | ----------------------------------- | ----------------------------------- | ------- | ------- | ----------------------------------- | ------- |
| 10       | Elina Netšajeva    | La Forza M: Mihkel Mattisen, Timo Vendt; T: Ksenia Kuchukova, Elina Netšajeva | Italienisch | Die Kraft                 | 113     | 12      | 11.792                              | 12                                  | 24      | 01.     | –                                   | –       |
| 07       | Stig Rästa         | Home M: Stig Rästa; T: Stig Rästa, Fred Krieger                               | Englisch    | Zuhause                   | 086     | 08      | 02.999                              | 10                                  | 18      | 02.     | –                                   | –       |
| 04       | Sibyl Vane         | Thousand Words M: Sibyl Vane; T: Helena Randlaht                              | Englisch    | Tausend Wörter            | 078     | 07      | 01.449                              | 07                                  | 14      | 03.     | –                                   | –       |
| 02       | Iiris & Agoh       | Drop that Boogie M: Ago Teppand, Iiris Vesik; T: Iiris Vesik                  | Englisch    | Lass den Boogie fallen    | 097     | 10      | 0872                                | 04                                  | 14      | 04.     | –                                   | –       |
| 01       | Vajé               | Laura (Walk With Me) M/T: Karl-Ander Reismann                                 | Englisch    | Laura (Laufe mit mir)     | 022     | 03      | 01.620                              | 08                                  | 11      | 05.     | 3.254                               | 1.      |
| 03       | Etnopatsy          | Külm M/T: Aile Alveus-Krautmann                                               | Estnisch    | Kalt                      | 034     | 04      | 01.268                              | 06                                  | 10      | 06.     | 1.861                               | 3.      |
| 05       | Aden Ray           | Everybody's Dressed M/T: Nikita Bogdanov                                      | Englisch    | Jeder ist gekleidet       | 059     | 05      | 0978                                | 05                                  | 10      | 07.     | 2.454                               | 2.      |
| 08       | Miljardid          | Pseudoprobleem M: Miljardid; T: Marten Kuningas                               | Estnisch    | Pseudoproblem             | 061     | 06      | 0686                                | 02                                  | 08      | 08.     | 1.447                               | 5.      |
| 09       | Desiree            | On My Mind M/T: Amiran Gorgazjan                                              | Englisch    | In meinem Gedächtnis      | 012     | 02      | 0765                                | 03                                  | 05      | 09.     | 1.461                               | 4.      |
| 06       | Tiiu x Okym x Semy | Näita oma energiat M: Kaido Luht, Sergei Morgun; T: Tiiu Kaarlõp, Meiko Umal  | Estnisch    | Zeige deine Energie       | 010     | 01      | 0556                                | 01                                  | 2       | 10      | 0432                                | 6.      |

 Kandidat hat sich für das Finale qualifiziert.

### Zweites Halbfinale
Das zweite Halbfinale (poolfinaal) fand am 17. Februar 2018, 21:35 Uhr (EET) in den Studios von ERR statt. Zehn Teilnehmer traten gegeneinander an. Davon qualifizierten sich fünf für das Finale.
| Startnr. | Interpret                                 | Lied Musik (M) und Text (T) | Sprache  | Übersetzung (inoffiziell)         | Runde 1 | Runde 1 | Runde 1                             | Runde 1                             | Runde 1 | Runde 1 | Runde 2                             | Runde 2 |
| Startnr. | Interpret                                 | Lied Musik (M) und Text (T) | Sprache  | Übersetzung (inoffiziell)         | Jury    | Jury    | Zuschauerstimmen (Televoting & SMS) | Zuschauerstimmen (Televoting & SMS) | Gesamt  | Platz   | Zuschauerstimmen (Televoting & SMS) | Platz   |
| Startnr. | Interpret                                 | Lied Musik (M) und Text (T) | Sprache  | Übersetzung (inoffiziell)         | Stimmen | Punkte  | Stimmen                             | Punkte                              | Gesamt  | Platz   | Zuschauerstimmen (Televoting & SMS) | Platz   |
| -------- | ----------------------------------------- | --- | -------- | --------------------------------- | ------- | ------- | ----------------------------------- | ----------------------------------- | ------- | ------- | ----------------------------------- | ------- |
| 03       | Frankie Animal                            | (Can’t Keep Calling) Misty M: Marie Vaigla, Jonas Kaarnamets, Jan-Christopher Soovik; T: Jonas Kaarnamets                        | Englisch | (Kann nicht weiter rufen) Nebelig | 112     | 12      | 0972                                | 07                                  | 19      | 01.     | –                                   | –       |
| 07       | Karl Kristjan & Karl Killing (ft. Wateva) | Young M: Karl-Kristjan Kingi ja Karl Killing; T: Kris Evan Säde, Hugo Martin Maasikas, Karl Killing, Karl-Kristjan Kingi         | Englisch | Jung                              | 050     | 05      | 1.791                               | 12                                  | 17      | 2.      | –                                   | –       |
| 10       | Nika                                      | Knock Knock M/T: Nika Prokopjeva                                                                                                 | Englisch | Klopf Klopf                       | 058     | 07      | 1.019                               | 08                                  | 15      | 03.     | –                                   | –       |
| 06       | Evestus                                   | Welcome to my World M/T: Ott Evestus                                                                                             | Englisch | Willkommen in meiner Welt         | 075     | 08      | 0873                                | 05                                  | 13      | 04.     | –                                   | –       |
| 04       | Eliis Pärna & Gerli Padar                 | Sky M/T: Imre Sooäär | Englisch | Himmel                            | 022     | 01      | 1.303                               | 10                                  | 11      | 06.     | 1.764                               | 1.      |
| 09       | Girls in Pearls                           | Spellbound M/T: Vivi Maar, Viveli Maar, Rasmus Lill                                                                              | Englisch | Fasziniert                        | 091     | 10      | 0705                                | 2                                   | 12      | 05.     | 1.234                               | 5.      |
| 02       | Rolf Roosalu                              | Show A Little Love M: Rolf Roosalu, Priit Uustulnd; T: Maian-Anna Kärmas, Rolf Roosalu                                           | Englisch | Zeige ein bisschen Liebe          | 057     | 06      | 0862                                | 04                                  | 10      | 07.     | 1.500                               | 2.      |
| 05       | Indrek Ventmann                           | Tempel M: Allan Kasuk, Siim Koppel, Indrek Ventmann; T: Allan Kasuk                                                              | Estnisch | Tempel                            | 038     | 03      | 0957                                | 06                                  | 09      | 08.     | 1.333                               | 4.      |
| 08       | Metsakutsu                                | Koplifornia M: Meelis Meri; T: Rainer Olbri                                                                                      | Englisch | –                                 | 030     | 02      | 734                                 | 03                                  | 05      | 09.     | 1.454                               | 3.      |
| 01       | Marju Lanik                               | Täna otsuseid ei tee M: Liina Saar, Herman Gardarfve, Axel Ehnström; T: Marju Länik, Liina Saar, Herman Gardarfve, Axel Ehnström | Estnisch | Heute macht keine Entscheidungen  | 039     | 04      | 0556                                | 01                                  | 05      | 10.     | 0635                                | 6.      |

 Kandidat hat sich für das Finale qualifiziert.

## Finale

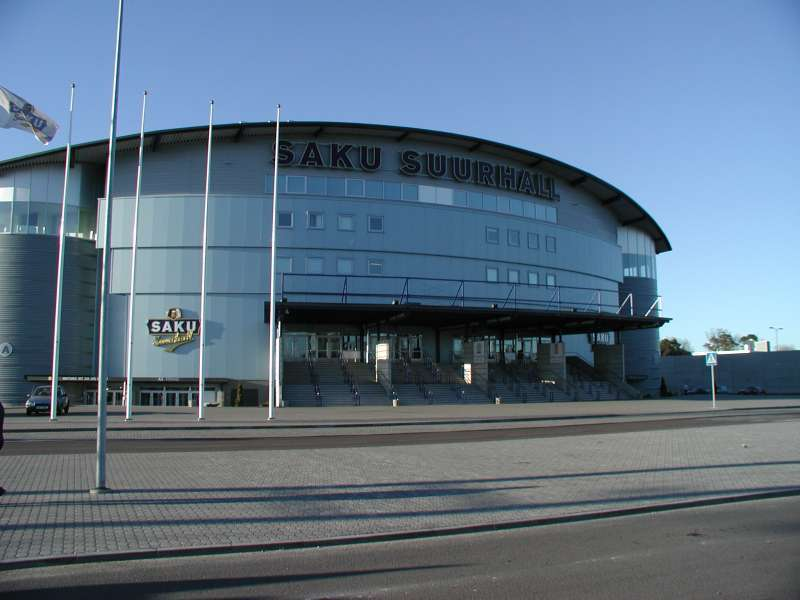
Saku Suurhall

Das Finale findet am 3. März 2018, 19:30 Uhr (EET) in der Saku Suurhall in Tallinn statt.
| Platz | Startnr. | Interpret                                 | Lied Musik (M) und Text (T)                                                                                              | Sprache     | Übersetzung (inoffiziell)         | Jury    | Jury   | Zuschauerstimmen (Tele-Voting & SMS) | Zuschauerstimmen (Tele-Voting & SMS) | Gesamt |
| Platz | Startnr. | Interpret                                 | Lied Musik (M) und Text (T)                                                                                              | Sprache     | Übersetzung (inoffiziell)         | Stimmen | Punkte | Stimmen                              | Punkte                               | Gesamt |
| ----- | -------- | ----------------------------------------- | --- | ----------- | --------------------------------- | ------- | ------ | ------------------------------------ | ------------------------------------ | ------ |
| 01.   | 7        | Elina Netšajeva                           | La Forza M: Mihkel Mattisen, Timo Vendt; T: Ksenia Kuchukova, Elina Netšajeva                                            | Italienisch | Die Kraft                         | 113     | 12     | 37.628                               | 12                                   | 24     |
| 02.   | 06       | Vajé                                      | Laura (Walk With Me) M/T: Karl-Ander Reismann                                                                            | Englisch    | Laura (Laufe mit mir)             | 051     | 05     | 05.995                               | 10                                   | 15     |
| 03.   | 5        | Stig Rästa                                | Home M: Stig Rästa; T: Stig Rästa, Fred Krieger                                                                          | Englisch    | Zuhause                           | 079     | 07     | 05.714                               | 07                                   | 14     |
| 04.   | 4        | Sibyl Vane                                | Thousand Words M: Sibyl Vane; T: Helena Randlaht                                                                         | Englisch    | Tausend Wörter                    | 086     | 10     | 2.898                                | 04                                   | 14     |
| 05.   | 09       | Iiris & Agoh                              | Drop that Boogie M: Ago Teppand, Iiris Vesik; T: Iiris Vesik                                                             | Englisch    | Lass den Boogie fallen            | 052     | 06     | 03.427                               | 06                                   | 12     |
| 06.   | 01       | Karl Kristjan & Karl Killing (ft. Wateva) | Young M: Karl-Kristjan Kingi ja Karl Killing; T: Kris Evan Säde, Hugo Martin Maasikas, Karl Killing, Karl-Kristjan Kingi | Englisch    | Jung                              | 047     | 03     | 05.786                               | 08                                   | 11     |
| 07.   | 08       | Frankie Animal                            | (Can’t Keep Calling) Misty M: Marie Vaigla, Jonas Kaarnamets, Jan-Christopher Soovik; T: Jonas Kaarnamets                | Englisch    | (Kann nicht weiter rufen) Nebelig | 085     | 08     | 02.031                               | 02                                   | 10     |
| 08.   | 10       | Evestus                                   | Welcome to my WorldM/T: Ott Evestus                                                                                      | Englisch    | Willkommen in meiner Welt         | 041     | 02     | 02.997                               | 05                                   | 07     |
| 09.   | 3        | Nika                                      | Knock KnockM/T: Nika Prokopjeva                                                                                          | Englisch    | Klopf Klopf                       | 050     | 04     | 01.991                               | 01                                   | 05     |
| 10.   | 02       | Eliis Pärna & Gerli Padar                 | Teavas M/T: Imre Sooäär                                                                                                  | Estnisch    | Himmel                            | 34      | 01     | 05.786                               | 08                                   | 09     |

### Superfinale
Im Superfinale traten die drei bestplatzierten der ersten Abstimmung noch einmal auf. In dieser Runde zählte das Televoting zu 100 %. Elina Netšajeva setzte sich mit 70 % aller abgegebenen Stimmen durch.
| Platz | Startnr. | Interpret       | Lied Musik (M) und Text (T)                                                   | Zuschauerstimmen (Tele-Voting & SMS) | Zuschauerstimmen (Tele-Voting & SMS) | Zuschauerstimmen (Tele-Voting & SMS) |
| Platz | Startnr. | Interpret       | Lied Musik (M) und Text (T)                                                   | Stimmen                              | %                                    |                                      |
| ----- | -------- | --------------- | ----------------------------------------------------------------------------- | ------------------------------------ | ------------------------------------ | ------------------------------------ |
| 1.    | 3        | Elina Netšajeva | La Forza M: Mihkel Mattisen, Timo Vendt; T: Ksenia Kuchukova, Elina Netšajeva | 43.445                               | 70 %                                 |                                      |
| 2.    | 1        | Stig Rästa      | Home M: Stig Rästa; T: Stig Rästa, Fred Krieger                               | 09.686                               | 16 %                                 |                                      |
| 3.    | 2        | Vajé            | Laura (Walk With Me) M/T: Karl-Ander Reismann                                 | 08.506                               | 14 %                                 |                                      |